# Mallenahalli, Tiptur
Mallenahalli là một làng thuộc tehsil Tiptur, huyện Tumkur, bang Karnataka, Ấn Độ.